# Lecane ungulata
Lecane ungulata är en hjuldjursart som först beskrevs av Gosse 1887.  Lecane ungulata ingår i släktet Lecane och familjen Lecanidae. Arten är reproducerande i Sverige. Inga underarter finns listade i Catalogue of Life.